# Marsdenia kempteriana
Marsdenia kempteriana är en oleanderväxtart som beskrevs av Rudolf Schlechter. Marsdenia kempteriana ingår i släktet Marsdenia och familjen oleanderväxter. Inga underarter finns listade i Catalogue of Life.